# Shinkai 6500
Pour les articles homonymes, voir Shinkai.
Le DSV Shinkai 6500 est un véhicule sous-marin de recherche océanographique japonais appartenant à la Japan Agency for Marine-Earth Science and Technology (JAMSTEC) en service depuis début 1989. Il peut atteindre 6 500 mètres sous les océans ; c'est un des seuls en 2024 avec les deux sous-marins russes Mir 1 et Mir 2, le français Nautile, le chinois Jiaolong et l'américain Bakunawa (DSV Limiting Factor (en) de son lancement en 2018 jusqu’à 2022) , à pouvoir atteindre les 6 000 mètres soit 98 % du fond des océans.

## Description

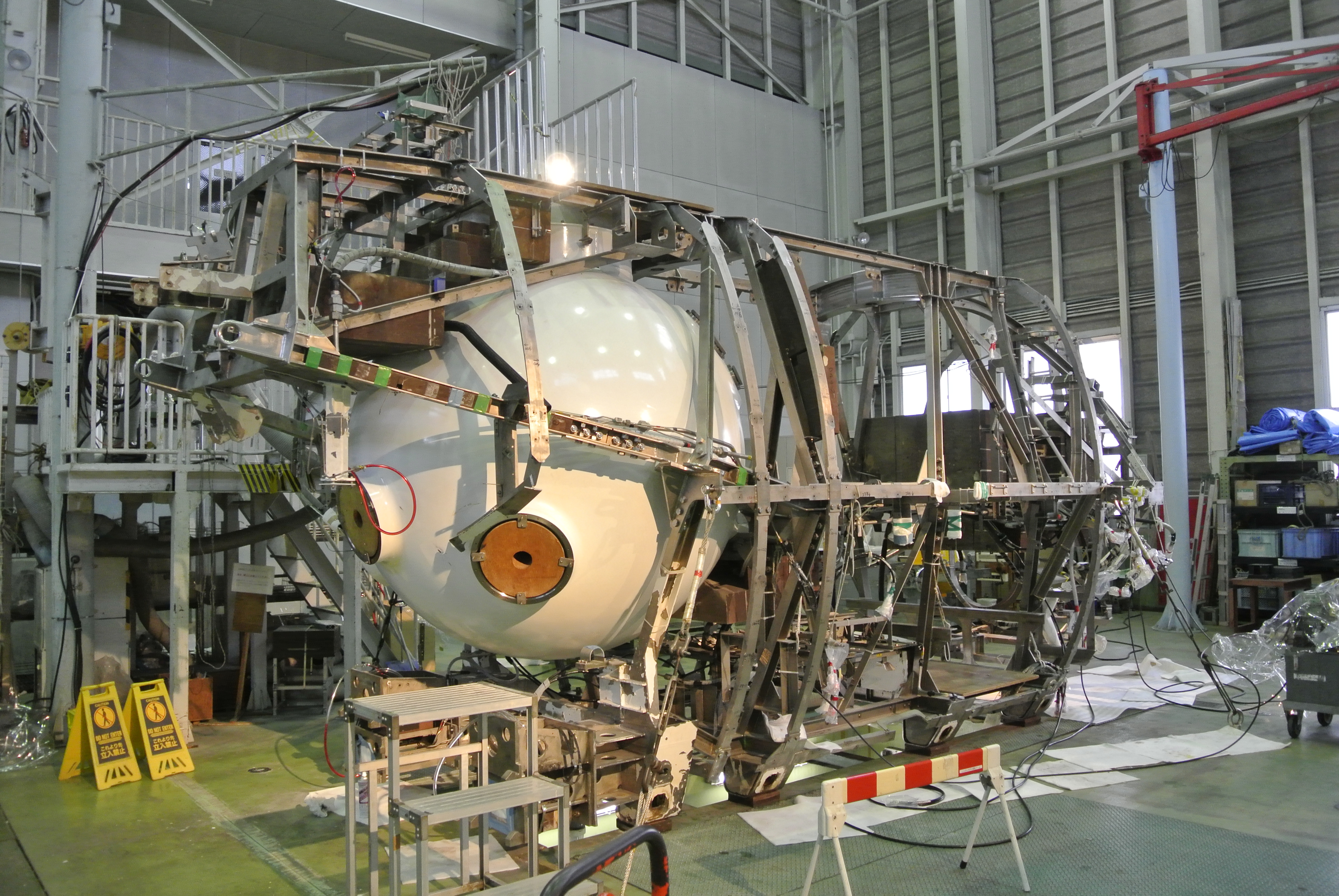
Le Shinkai 6500 en maintenance en janvier 2024. Il reste la sphère de titane et la structure.

Le navire océanographique RV Yokosuka, construit spécifiquement, sert de navire support et centre d'opérations du sous-marin. Il peut embarquer trois hommes d'équipage pour une autonomie normale de plongée de huit heures (autonomie de secours : 5 jours). Environ deux à trois heures sont nécessaires au Shinkai pour descendre et remonter à 6 500 m, permettant une observation des fonds océaniques pendant deux a quatre heures. Le Shinkai peut accueillir deux pilotes et un scientifique pendant une expédition et observer les fonds sous-marins. Le Shinkai 6500 est flanqué de deux puissants bras munis de pinces, lui permettant de récolter des roches en profondeurs disposées dans un panier (sample basket). Les échantillons, ramenés à bord du Yokosuka, peuvent directement être mesurés, sciés et décrits. Le submersible possède aussi une caméra, filmant les fonds sous-marins avec une très grande résolution.
Lancé à la suite du Shinkai 2000, sa construction fut achevée en 1990 par Mitsubishi Heavy Industries à Kobe. Il mesure 9,5 mètres de long pour une largeur de 2,17 mètres et une hauteur de 3,2 mètres. Son espace habitable est une sphère de 2 mètres de diamètre. Sa masse est de 26 tonnes.
Le 11 août 1989, le Shinkai 6500 a atteint la profondeur de 6 527 mètres dans une fosse océanique au large de Sanriku, record pour un sous-marin habité en service qu'il détient jusqu'en juin 2012, quand le Jiaolong descend jusqu'à 7 015 m dans la fosse des Mariannes. 
Il a effectué plus de 1 700 plongées en 2024, et s’il continue à être utilisé tel quel, son cockpit sphérique, appelé coque à pression, atteindra la fin de sa durée de vie prévue dans les années 2040.

## Succession
En 2015, le Shinkai 12000 (ja) pouvant plonger jusqu'à 12 000 m commence son développement par la Japan Agency for Marine-Earth Science and Technology (JAMSTEC) pour une entrée en service dans les années 2020. Mais fin 2024, ce projet n'a pas avancé et le Japon songe à des engins robots pour lui succéder.

## Galerie

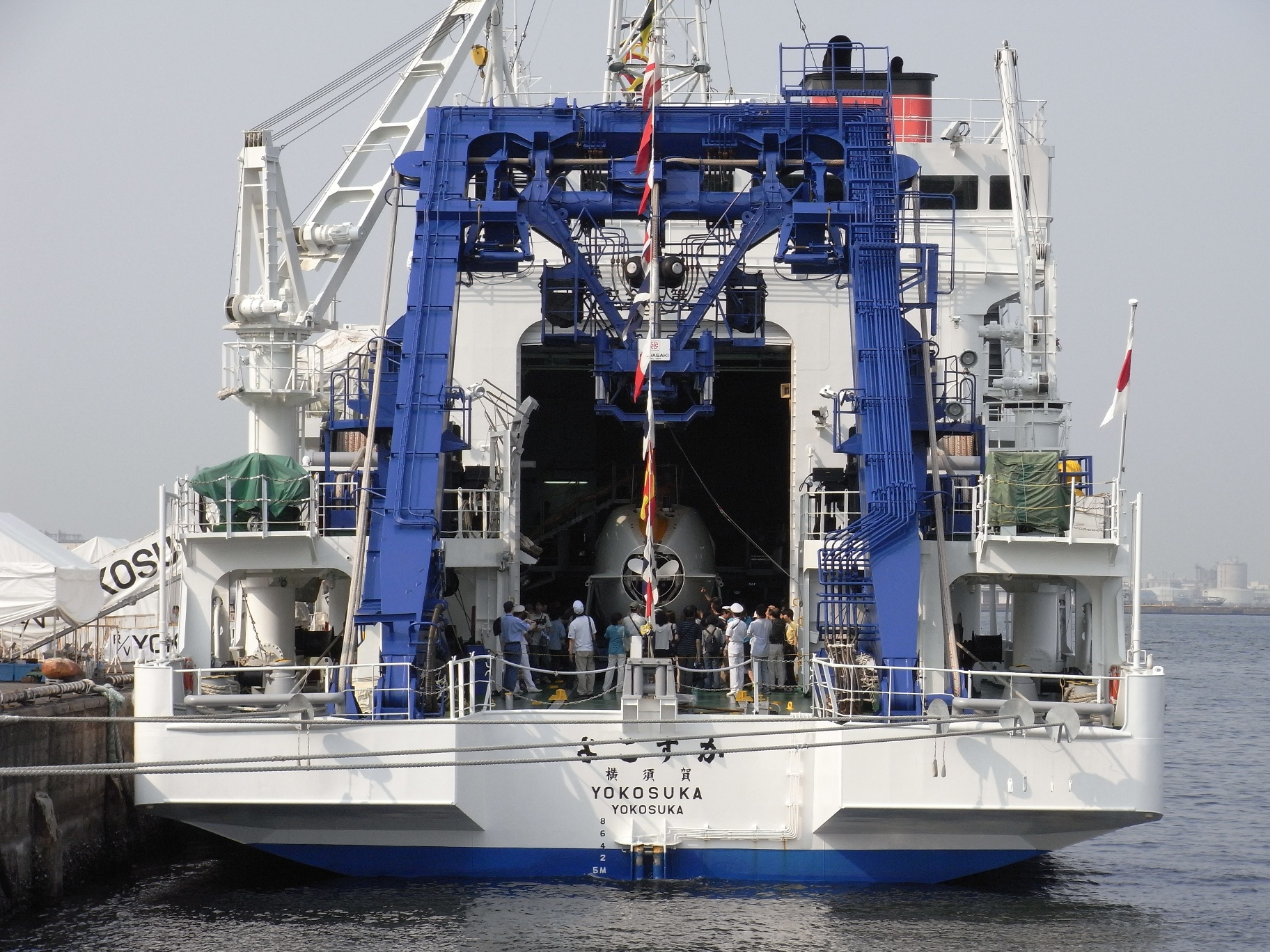
Shinkai 6500 sur RV Yokosuka
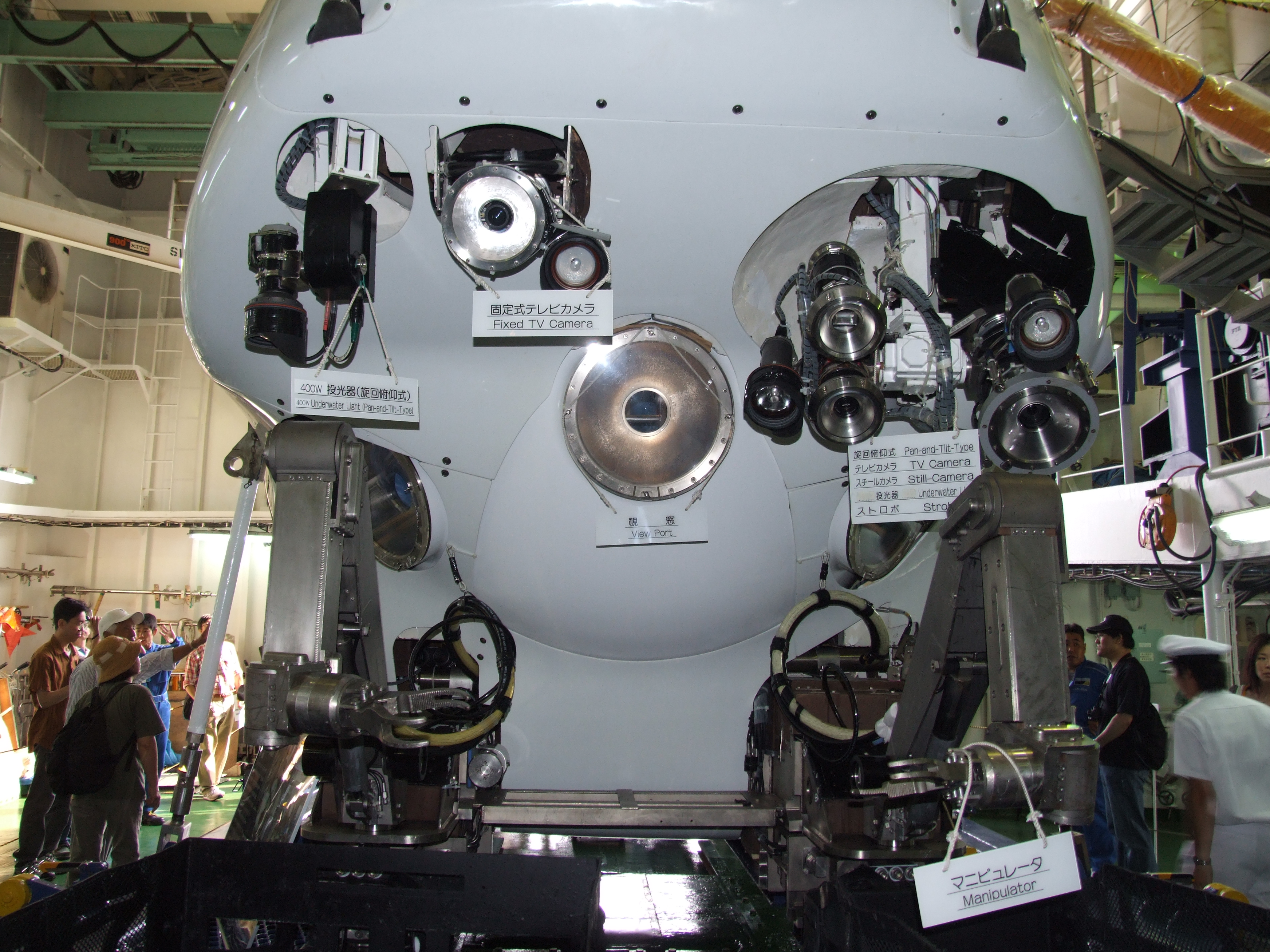
Shinkai 6500 de face
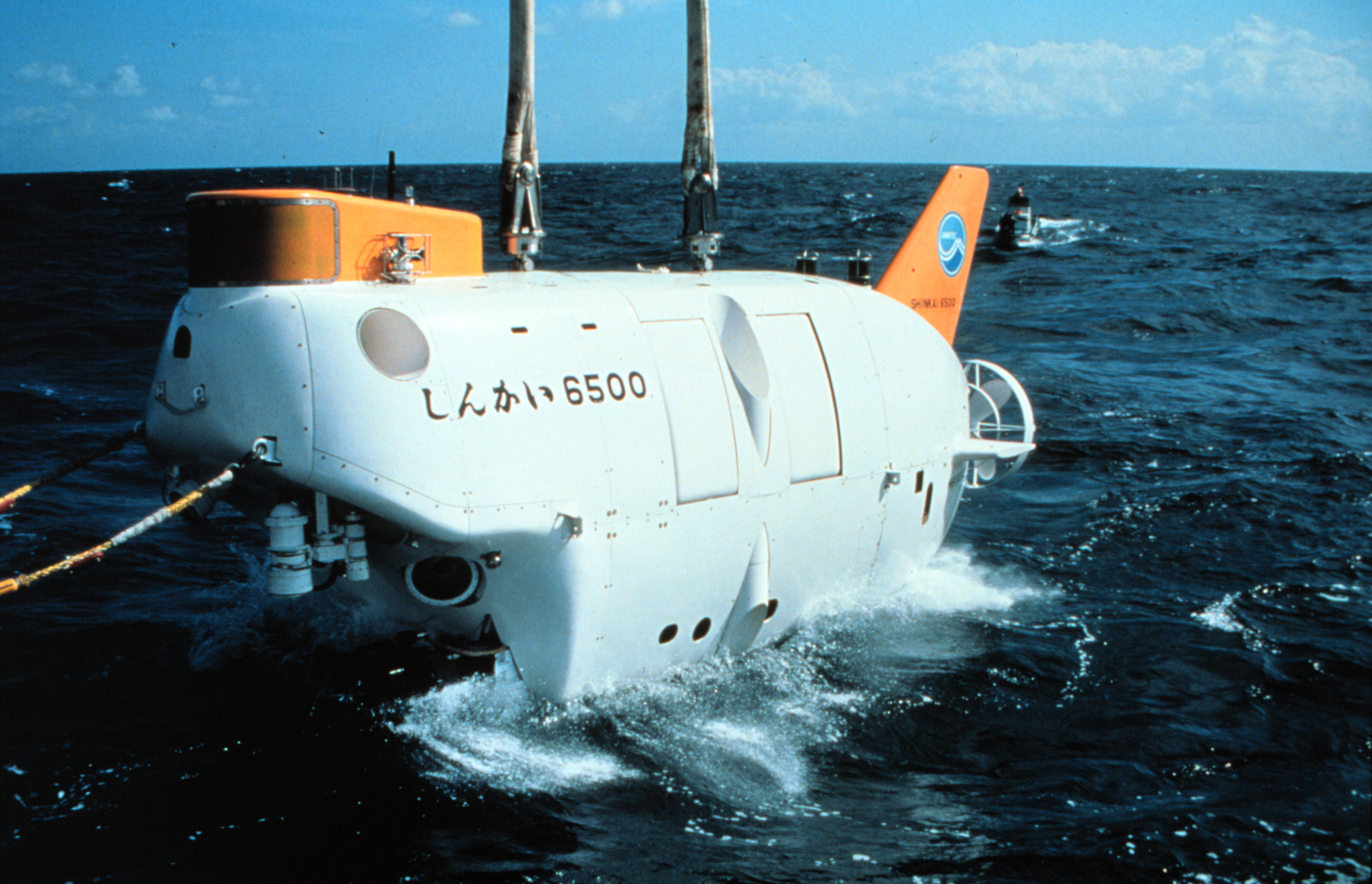
Mise à l'eau du Shinkai